# Réunion administrative des sénateurs ne figurant sur la liste d'aucun groupe
La Réunion administrative des sénateurs ne figurant sur la liste d'aucun groupe (abrégé en RASNAG, ou parfois en NI pour non-inscrits) est le regroupement des parlementaires non-inscrits siégeant au Sénat français. Ces derniers n'étant pas assez nombreux pour former un groupe parlementaire, ils forment, en application du règlement du Sénat, une réunion administrative qui élit un délégué pour la représenter et qui dispose de certains droits pour la répartition des sièges dans les commissions et au sein du bureau du Sénat.

## Histoire
Le terme de « réunion administrative » est utilisé depuis 1976 pour désigner ce regroupement. Cependant, un groupe de membres non-inscrits a existé de 1968 à 1976, d'abord sous le nom de groupe des non-inscrits (à partir du 3 octobre 1968) puis de groupe de l'Union des sénateurs non inscrits à un groupe politique (du 30 juin 1971 à 1976), avec à chaque fois un président élu à sa tête. 
Les non-inscrits n'ont pas toujours formé un groupe. Dans les archives du Journal officiel, ces membres étaient répertoriés sous le titre de « sénateurs non-inscrits à un groupe politique » de 1959 à 1960 et de 1964 à 1967, ainsi que sous l'appellation de « sénateurs ne figurant ni sur une liste ni à la suite d'une liste de groupe » de 1961 à 1963, de 1968 à 1969, et en 1973,.
Le graphique qui aurait dû être présenté ici ne peut pas être affiché car il utilise l'ancienne extension Graph, désactivée pour des questions de sécurité. Des indications pour créer un nouveau graphique avec la nouvelle extension Chart sont disponibles ici.

## Organisation

### Délégués
| Nom                  | Début          | Fin               | Parti | Parti | Département   |
| -------------------- | -------------- | ----------------- | ----- | ----- | ------------- |
| Philippe Adnot       | 5 octobre 1998 | 30 septembre 2020 |       | DVD   | Aube          |
| Jean-Louis Masson    | 6 octobre 2020 | 2 octobre 2023    |       | DVD   | Moselle       |
| Christopher Szczurek | 3 octobre 2023 |                   |       | RN    | Pas-de-Calais |

### Secrétaires généraux
- Vanina Paoli-Gagin (1999-2020)
- Alexandre Bonar (depuis 2020)

## Composition

### 2023-2026
| Nom                  | Parti | Parti | Département      | Notes                                                                                               |
| -------------------- | ----- | ----- | ---------------- | --------------------------------------------------------------------------------------------------- |
| Aymeric Durox        |       | RN    | Seine-et-Marne   | |
| Joshua Hochart       |       | RN    | Nord             | |
| Stéphane Ravier      |       | MDA   | Bouches-du-Rhône | Élu sous l’étiquette Rassemblement national jusqu'en 2022 et adhérent de Reconquête de 2022 à 2024. |
| Christopher Szczurek |       | RN    | Pas-de-Calais    | Délégué de la RASNAG                                                                                |

#### Anciens membres
| Nom                   | Parti | Parti | Département | Notes                                                                                                   |
| --------------------- | ----- | ----- | ----------- | --- |
| Paul Toussaint Parigi |       | FaC   | Haute-Corse | Quitte le groupe écologiste le 13 décembre 2023. Se rattache au groupe Union centriste le 11 mars 2024. |

### 2020-2023
| Nom               | Parti | Parti | Département      | Notes                                            |
| ----------------- | ----- | ----- | ---------------- | ------------------------------------------------ |
| Jean-Louis Masson |       | DVD   | Moselle          | Délégué de la RASNAG                             |
| Stéphane Ravier   |       | REC   | Bouches-du-Rhône |                                                  |
| Esther Benbassa   |       | DVG   | Paris            | Exclue du groupe écologiste le 15 septembre 2021 |

#### Anciens membres
| Nom              | Parti | Parti | Département | Notes                                                 |
| ---------------- | ----- | ----- | ----------- | ----------------------------------------------------- |
| Christine Herzog |       | DVD   | Moselle     | Se rattache au groupe Union centriste en janvier 2021 |

### 2017-2020
| Nom                | Parti | Parti   | Département      |
| ------------------ | ----- | ------- | ---------------- |
| Philippe Adnot     |       | DVD     | Aube             |
| Sylvie Goy-Chavent |       | DVD, LR | Ain              |
| Christine Herzog   |       | DVD     | Moselle          |
| Claudine Kauffmann |       | FN, DLF | Var              |
| Jean-Louis Masson  |       | DVD     | Moselle          |
| Stéphane Ravier    |       | FN-RN   | Bouches-du-Rhône |

#### Anciens membres
| Nom              | Parti | Parti | Département     | Notes                                                                                                |
| ---------------- | ----- | ----- | --------------- | --- |
| David Rachline   |       | FN    | Var             | Renonce à son mandat le 1er octobre 2017, pour rester maire de Fréjus                                |
| Évelyne Perrot   |       | UDI   | Aube            | Rejoint le groupe Union centriste le 25 juillet 2018                                                 |
| Gérard Collomb   |       | LREM  | Rhône           | Redevient sénateur un mois après sa démission du gouvernement, démissionne pour rester maire de Lyon |
| Fabienne Keller  |       | Agir  | Bas-Rhin        | Redevient députée européenne en juillet 2019                                                         |
| Danielle Tubiana |       | UDI   | Alpes-Maritimes | Succède à Colette Giudicelli, ne siège pas                                                           |

### 2014-2017
Avant le renouvellement de septembre 2017, ils étaient treize sénateurs :
| Nom               | Parti            | Parti          | Département                                                                  | Notes                                                                           |
| ----------------- | ---------------- | -------------- | ---------------------------------------------------------------------------- | ------------------------------------------------------------------------------- |
| Philippe Adnot    |                  | DVD            | Aube                                                                         |                                                                                 |
| Aline Archimbaud  |                  | PE             | Seine-Saint-Denis                                                            |                                                                                 |
| Esther Benbassa   |                  | EÉLV           | Val-de-Marne                                                                 | Intègrent la RASNAG le 30 juin 2017, après la dissolution du groupe écologiste. |
| Corinne Bouchoux  | Maine-et-Loire   | EÉLV           |                                                                              | Intègrent la RASNAG le 30 juin 2017, après la dissolution du groupe écologiste. |
| Ronan Dantec      | Loire-Atlantique | EÉLV           |                                                                              | Intègrent la RASNAG le 30 juin 2017, après la dissolution du groupe écologiste. |
| Jean Desessard    | Paris            | EÉLV           |                                                                              | Intègrent la RASNAG le 30 juin 2017, après la dissolution du groupe écologiste. |
| Joël Labbé        | EÉLV, ECO        | Morbihan       |                                                                              | Intègrent la RASNAG le 30 juin 2017, après la dissolution du groupe écologiste. |
| Hélène Lipietz    | EÉLV             | Seine-et-Marne | Rejoint la RASNAG en août 2017, après la mort de Nicole Bricq (LREM, ex-PS). |                                                                                 |
| Jean-Louis Masson |                  | DVD            | Moselle                                                                      |                                                                                 |
| Robert Navarro    |                  | DVG            | Hérault                                                                      |                                                                                 |
| Alex Türk         |                  | DVD            | Nord                                                                         |                                                                                 |
| David Rachline    |                  | FN             | Var                                                                          |                                                                                 |
| Stéphane Ravier   | Bouches-du-Rhône | FN             |                                                                              |                                                                                 |

#### Anciens membres
| Nom                     | Parti | Parti       | Département      | Notes |
| ----------------------- | ----- | ----------- | ---------------- | --- |
| Jean-Noël Guérini       |       | LFD13       | Bouches-du-Rhône | Se rattachent au groupe RDSE en juillet 2015.                                                                    |
| Michel Amiel            |       | LFD13       | Bouches-du-Rhône | Se rattachent au groupe RDSE en juillet 2015.                                                                    |
| Mireille Jouve          |       | LFD13       | Bouches-du-Rhône | Se rattachent au groupe RDSE en juillet 2015.                                                                    |
| Leila Aïchi             |       | EÉLV, MoDem | Paris            | Intègre la RASNAG après la dissolution du groupe écologiste puis rejoint le groupe Union centriste.              |
| Marie-Christine Blandin |       | DVG         | Nord             | Intègre la RASNAG le 30 juin 2017, après la dissolution du groupe écologiste puis démissionne le 3 juillet 2017. |

### 2011-2014
Avant le renouvellement de septembre 2014, ils étaient six sénateurs, tous à droite de l'échiquier politique :
| Nom                    | Parti | Parti | Département  | Notes |
| ---------------------- | ----- | ----- | ------------ | ----- |
| Philippe Adnot         |       | DVD   | Aube         |       |
| Pierre Bernard-Reymond |       | DVD   | Hautes-Alpes |       |
| Philippe Darniche      |       | MPF   | Vendée       |       |
| Jean-Louis Masson      |       | DVD   | Moselle      |       |
| Alex Türk              |       | DVD   | Nord         |       |

#### Anciens membres
- Bruno Retailleau se rattache au groupe UMP en octobre 2011.
- Jean-François Husson se rattache au groupe UMP en 2013.